# 라이 쿠더
라이 쿠더(영어: Ry Cooder, 1947년 3월 15일 ~ )는 미국의 음악가이자 작곡가, 영화 음악가 그리고 음반 제작자이다. 그는 멀티 악기 연주자이지만 슬라이드 기타 작업, 미국의 루츠 음악에 대한 관심, 여러 나라의 전통 음악가들과의 협력으로 가장 잘 알려져 있다.
쿠더의 솔로 작품은 많은 장르에 걸쳐 영향을 받는다. 그는 캡틴 비프하트, 알리 파르카 투레, 에릭 클랩튼, 롤링 스톤스, 밴 모리슨, 닐 영, 랜디 뉴먼, 데이비드 린들리, 치프턴스, 두비 브라더스 그리고 칼라 올슨 & 테스톤 (녹음 및 필름으로)와 함께 영화에 출연했다.

## 생애
라이 쿠더는 1947년 3월 15일 미국 캘리포니아주 로스앤젤레스에서 태어났다. 그는 샌타모니카에서 자랐고 3살 때 기타를 연주하기 시작했는데, 4살 때 그가 사고로 왼쪽 눈에 칼로 찔려 가지고 결국 의안을 사용했다. 1960년 쿠더는 오리건주 포틀랜드에 있는 리드 칼리지에 샌타모니카 고등학교에 입학했고 1964년에 졸업했다. 그 후 쿠더는 빌 먼로과 독 왓슨과 함께 픽업 트리오로 일했으며 밴조를 연주했다.

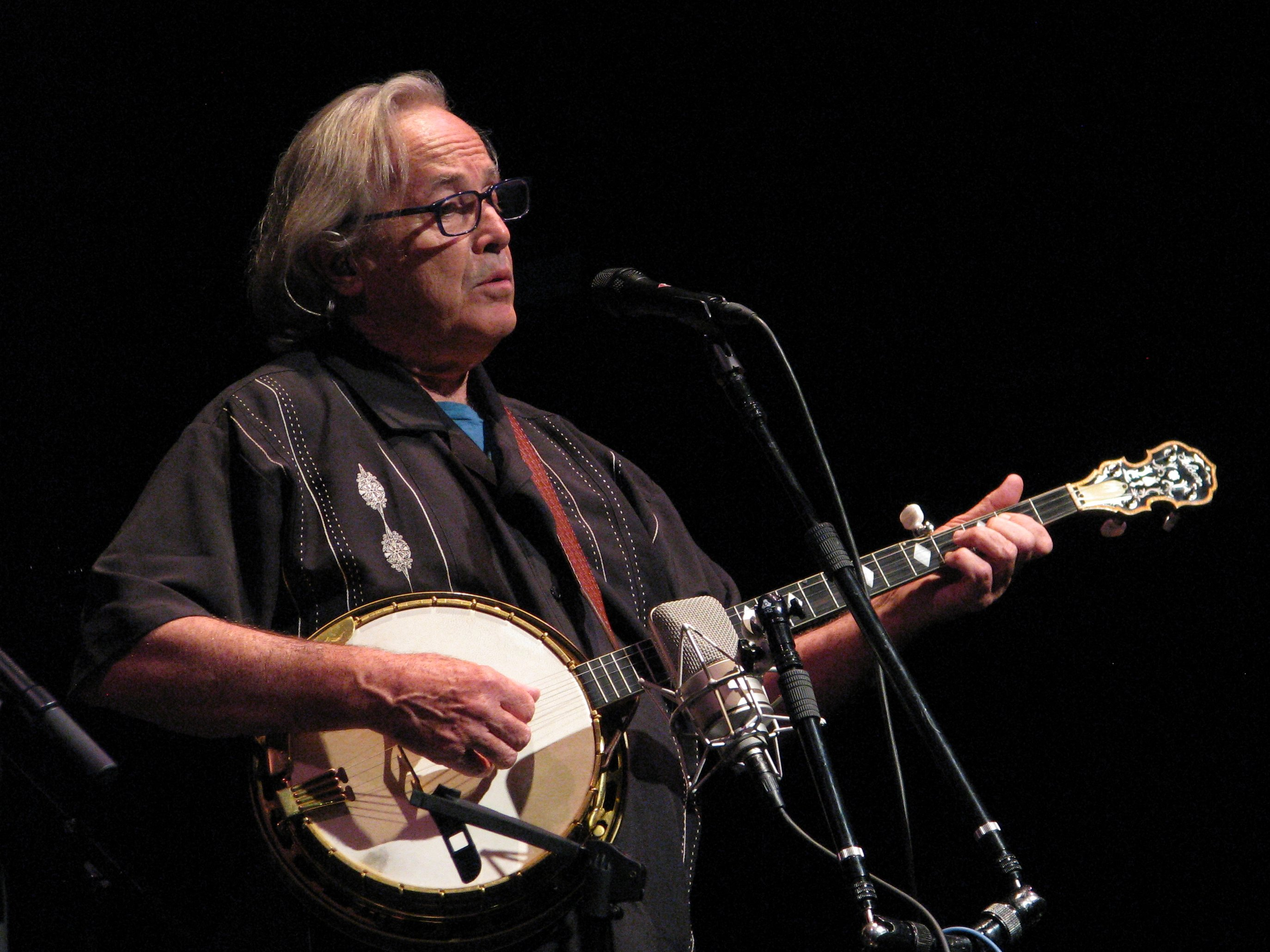
밴조를 연주하고 있는 라이 쿠더 (2015년)

## 음반 목록

### 스튜디오 음반
- 1970년 Ry Cooder
- 1972년 Into the Purple Valley
- 1972년 Boomer's Story
- 1972년 Acoustic Performance: Radio Ranch, 12-12-1972
- 1974년 Paradise and Lunch
- 1976년 Chicken Skin Music
- 1977년 Showtime
- 1978년 Jazz
- 1979년 Bop Till You Drop
- 1980년 Borderline
- 1982년 The Slide Area
- 1987년 Get Rhythm
- 2005년 Chávez Ravine
- 2007년 My Name Is Buddy
- 2008년 I, Flathead
- 2010년 Live On Air
- 2011년 Pull Up Some Dust and Sit Down
- 2012년 Election Special

### 컴필레이션 음반
- 1986년 Why Don't You Try Me Tonight
- 1994년 River Rescue – The Very Best Of Ry Cooder
- 1995년 Music by Ry Cooder
- 2008년 The Ry Cooder Anthology: The UFO Has Landed

### 사운드트랙 음반
- 1970년 Performance
- 1980년 The Long Riders
- 1981년 Southern Comfort
- 1982년 The Border
- 1984년 Streets of Fire
- 1985년 Paris, Texas
- 1985년 Music from Alamo Bay
- 1986년 Blue City
- 1986년 Crossroads
- 1988년 Cocktail
- 1989년 Johnny Handsome
- 1993년 Trespass
- 1993년 Geronimo: An American Legend
- 1996년 Last Man Standing
- 1997년 The End of Violence
- 1998년 Primary Colors
- 2007년 My Blueberry Nights

### 싱글
- 1979년 Little Sister
- 1980년 Crazy 'Bout An Automobile (Every Woman I Know)
- 1981년 If Walls Could Talk
- 1981년 The Very Thing That Makes You Rich (Makes Me Poor)
- 1981년 Look At Granny Run Run
- 1982년 Gypsy Woman
- 1982년 Alimony
- 1988년 Get Rhythm
- 1988년 Get Your Lies Straight
- 1988년 Down In Hollywood
- 1994년 Come Down
- 1994년 Get Rhythm
- 1994년 Little Sister
- 2010년 Quicksand